# Partito Costituzionale Progressista (Messico)
Il Partito Costituzionale Progressista (spagnolo: Partido Constitucional Progresista, PCP) fu un partito politico messicano fondato da Francisco Madero nel 1909.
Inizialmente denominato Partito Nazionale Anti-rielezionista (spagnolo: Partido Nacional Antirreeleccionista, PNA), aveva come scopo primario impedire la ri-elezione del dittatore Porfirio Díaz, che dal 1884 governava ininterrottamente il paese attraverso brogli elettorali ed un uso massiccio delle forze dell'ordine. Di conseguenza, i club anti-rielezionisti si permearono di un forte liberalismo, sia sociale che economico.
Gli anti-rielezionisti di Madero parteciparono attivamente alle elezioni del 1910, ottenendo la maggioranza dei consensi attraverso la popolazione. Nonostante i brogli palesemente effettuati, Madero fu talmente minaccioso per il potere di Díaz da farlo arrestare per tradimento e sedizione, imprigionandolo a San Luis Potosí mentre le votazioni erano ancora in corso. La fuga di Madero a San Antonio, dove proclamò un manifesto in cui chiedeva le dimissioni di Díaz, innescarono la Rivoluzione messicana, volta a deporre il dittatore e ri-distribuire le terre ai contadini.
I successi degli insorti spinsero Díaz a cercare un accordo con Madero, e il 21 maggio 1911 fu siglato un trattato a Ciudad Juárez, che prevedeva le dimissioni di Díaz, un'amnistia per i rivoluzionari quanto per i sostenitori di Díaz ed il mantenimento dell'establishment istituzionale, militare e giudiziario creato durante il regime. Inoltre, Madero non si impegnò per una decisa riforma agraria come sperato, ma sostenne invece l'idea che le dispute sui terreni andassero risolte attraverso i tribunali, controllati da anziani conservatori legati ai latifondisti, cosa che portò a diverse sedizioni e casi di violenza sporadici nelle zone rurali.
Le elezioni del 1911 sancirono una vittoria incontestata da parte di Madero, che tuttavia si ritrovò a dover fronteggiare i rivoluzionari estremisti, guidati da Emiliano Zapata, e gli ex-sostenitori di Díaz, guidati in primis dal di lui nipote Félix. La debolezza di Madero portò infine alla sua deposizione nel 1913 tramite un colpo di Stato orchestrato dal generale Victoriano Huerta, che fu proclamato "presidente provvisorio". Conseguentemente, il PCP rimase attivo solo a livello locale, confluendo perlopiù nell'Esercito costituzionale di Venustiano Carranza dopo che questi si rifiutò di riconoscere il regime golpista di Huerta.
Dopo il riconoscimento di Carranza come "capo dell'esecutivo" da parte degli Stati Uniti nel 1915, gli ex-maderisti si riunirono nel Partito Liberale Costituzionalista, fondato da Carranza nel 1916.

## Risultati elettorali

### Elezioni presidenziali
| Anno | Candidato        | Voti   | %     | +/–   | Risultato |
| ---- | ---------------- | ------ | ----- | ----- | --------- |
| 1910 | Francisco Madero | 789    | 2,1%  | Nuovo | Sconfitta |
| 1911 | Francisco Madero | 19.997 | 99,2% | 97,1% | Vittoria  |